# Winard Harper
Winard Harper (Baltimore, 4 juni 1962) is een Amerikaanse jazzdrummer en orkestleider.

## Carrière
Harper werkte in 1982 bij Dexter Gordon en was vier jaar lid van de begeleidingsband van Betty Carter. Eind jaren 1980 formeerde hij met zijn broer, de trompettist Philip Harper, de formatie The Harper Brothers, die in de bop-traditie van de Jazz Messengers speelde en meerdere albums opnam voor Verve Records. Bovendien werkte hij als zelfstandig muzikant in New Jersey en speelde hij mee bij opnamen van Ray Bryant, James Clay, Wycliffe Gordon, Etta Jones, Houston Person, Lafayette Harris en David 'Fathead' Newman. Harper nam eind jaren 1990 meerdere albums op onder zijn eigen naam, waaraan muzikanten meewerkten als George Cables, Reuben Brown, J.D. Allen en Cecil Brooks III, Zijn grote voorbeeld is Art Blakey.

## Discografie
- 1988: The Harper Brothers (Verve Records)
- 1990: You Can Hide Inside the Music (Verve Records)
- 1991: Artistry (Verve Records)
- 1997: Trap Dancer (Savant Records)
- 1998: Winand (Savant Records)

- Bibsys: 6090098
- Bibliothèque nationale de France: cb139219875 (data)
- CiNii: DA1627111X
- Gemeinsame Normdatei: 134727576
- International Standard Name Identifier: 0000 0000 8079 5974
- Library of Congress Control Number: nr90010465
- MusicBrainz: ecdb8d7a-706d-4c16-9f1b-45a465a7f1cc
- Réseau des bibliothèques de Suisse occidentale: 02-A008709887
- SNAC: w6fp3j5r
- Virtual International Authority File: 463149294307280521690
- WorldCat: E39PBJjt6QBwXxpFM4BqjgY3wC